# Tiaranna sagamina
Tiaranna sagamina är en nässeldjursart som beskrevs av Uchida 1947. Tiaranna sagamina ingår i släktet Tiaranna och familjen Tiarannidae. Inga underarter finns listade i Catalogue of Life.